# ポイント・ペドロ
ポイント・ペドロ（タミル語: பருத்தித்துறை, シンハラ語: පේදුරු තුඩුව, 英語: Point Pedro）はスリランカ北部州ジャフナ県の町。スリランカの最北端に位置する。
カルシウムの豊富な土壌（ラトソル）に囲まれているため、綿花の生産が盛ん。ポイント・ペドロの東海岸は幅3マイル、長さ20マイルに渡る砂浜となっており、砂丘の高さは100フィートに及ぶ。地下には豊富な水を含んだ帯水層が横たわっており、その量は10億リットルとも推定されている。2004年にはスマトラ島沖地震による津波で甚大な被害を受け、中には4フィートも水に浸かった場所もある。
内戦中は1990年代初めまで反政府組織タミル・イーラム解放のトラ（LTTE）の支配下にあったが、1995年に政府軍が奪回した。

## 地名の由来
地名はポルトガル語で「岩石質な岬」を意味する「ポンタ・デ・ペドラス」から。タミル語での名前は「木綿海岸」という意味で、実際にこの海岸から南インドへ数百年の間木綿が輸出されていた。

## 歴史
植民地時代には貿易港として発展し、ポイント・ペドロ周辺に住む人々は「船乗り」を意味するサンバンガラールと呼ばれた。

### ポルトガル統治時代
16世紀初めから17世紀半ばまでのポルトガル領時代には、複数のカトリック教会が建設された。

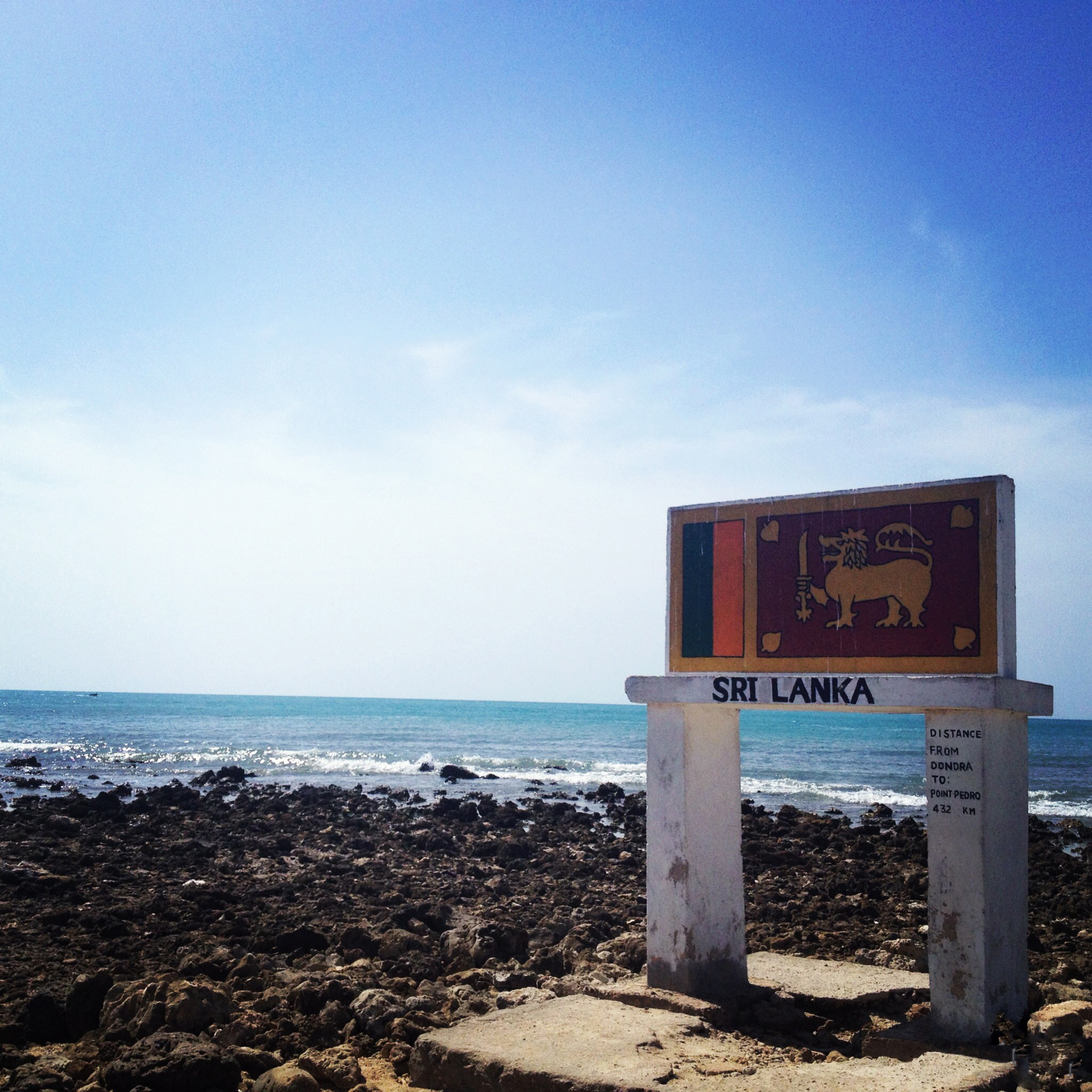
ポント・ペドロにあるスリランカ最北端を示す看板

### オランダ統治時代
17世紀に入るとオランダ領となり、オランダから宣教師が派遣されてきた。彼らの多くはジャフナに定住した。

## 文化遺産
テル・モディ・マダム（Theru Modi Madam）は、ポイント・ペドロから南へ800mほど行った場所にある建物。ジャフナ北部へ出入りする人たちの宿泊所として利用された。建物は、道路の左右に設置された基盤から石柱が6本ずつ並び、その上に梁が渡されている。さらにその上に腰壁が設けられ、その上に屋根が設置されている。